# 회동수원지
회동수원지는 부산광역시 금정구 선동에 위치한 호수이다. 넓이는 2.17km2 저수량은 1850만톤이다. 조선시대에는 경치가 아름다운 곳으로 알려져으며 호수에 접하고 전망이 좋은 절벽을 오륜대라고 불렀다. 1964년 상수원보호구역으로 지정되어 일반인의 접근이 금지되었다가 2010년 1월부터 개방되었다. 수영강의 지류인 철마천의 하구이다.